# دومينيك سيمون
دومينيك سيمون (بالتشيكية: Dominik Simon)‏ هو لاعب هوكي الجليد تشيكي، ولد في 8 أغسطس 1994 في براغ في التشيك.

## وصلات خارجية
- دومينيك سيمون على موقع دوري الهوكي الوطني (الإنجليزية)
- دومينيك سيمون على موقع قاعة مشاهير الهوكي (لاعب أن.إتش.أل) (الإنجليزية)
- دومينيك سيمون على موقع EliteProspects.com (الإنجليزية)
- دومينيك سيمون على موقع Eurohockey.com (الإنجليزية)
- دومينيك سيمون على موقع HockeyDB.com (الإنجليزية)
- دومينيك سيمون على موقع Hockey-Reference.com (الإنجليزية)